# 연일로
연일로(Yeonil-ro)는 경상북도 포항시 남구 대잠동 효자삼거리와 연일읍 인주 교차로를 잇는 경상북도의 도로이다. 연일읍을 통과하는 도로이기 때문에 연일로로 명명되었다.

## 주요 경유지
경상북도
- 포항시 남구 (대이동 - 상대동 - 연일읍)

## 노선
| 이름                         | 접속 노선                               | 소재지 | 소재지 | 비고                         |
| ---------------------------- | --------------------------------------- | ------ | ------ | ---------------------------- |
| 효자삼거리                   | 국도 제7호선 (새천년대로)               | 포항시 | 남구   |                              |
| 효자 교차로 (포항남부경찰서) |                                         | 포항시 | 남구   |                              |
| (연일대교 북단)              | 국가지원지방도 제20호선 (형산강북로)    | 포항시 | 남구   | 국가지원지방도 제20호선 구간 |
| 연일대교                     |                                         | 포항시 | 남구   | 국가지원지방도 제20호선 구간 |
| 남구 연일읍                  |                                         | 포항시 |        | 국가지원지방도 제20호선 구간 |
| (연일대교 남단)              | 형산강남로                              | 포항시 |        | 국가지원지방도 제20호선 구간 |
| 택전삼거리                   | 국가지원지방도 제20호선 (철강로) 원서길 | 포항시 |        | 국가지원지방도 제20호선 구간 |
| 인주 교차로                  | 국도 제31호선 (영일만대로)              | 포항시 | 종점   |                              |

## 주요 건물 및 시설
- 포항남부경찰서 (경상북도 포항시 남구 연일로 55)
- GS수퍼마켓 포항연일점 (경상북도 포항시 남구 연일읍 연일로 123)